# Trieszti kikötő
A trieszti kikötő Olaszországban a Trieszti-öbölben található, az azonos nevű városban az Adriai-tenger felső részén. Az ország áruforgalmát tekintve élen áll, évi 62 millió tonnával, amelynek 2017-ben 75%-a kőolajtermék, ez a fő olajkikötő a Földközi-tengeren. 2020-ban 54 millió tonna árut kezelt, amelyből folyékony ömlesztett (kőolaj) 37,5 millió tonna, ami a teljes árumennyiség 73%-a volt.
Öt területre oszlik, amelyek megfelelnek az öt ingyenes pontnak, amelyek közül hármat kereskedelmi célokra használnak:
- Punto Franco Vecchio
- Punto Franco Nuovo
- A faáruterminál, az úgynevezett faudvar

a maradék kettőt ipari célokra használják:
- Az ipari terminál
- A Trieszt–Ingolstadt olajvezetéket kiszolgáló olajterminál

## Története

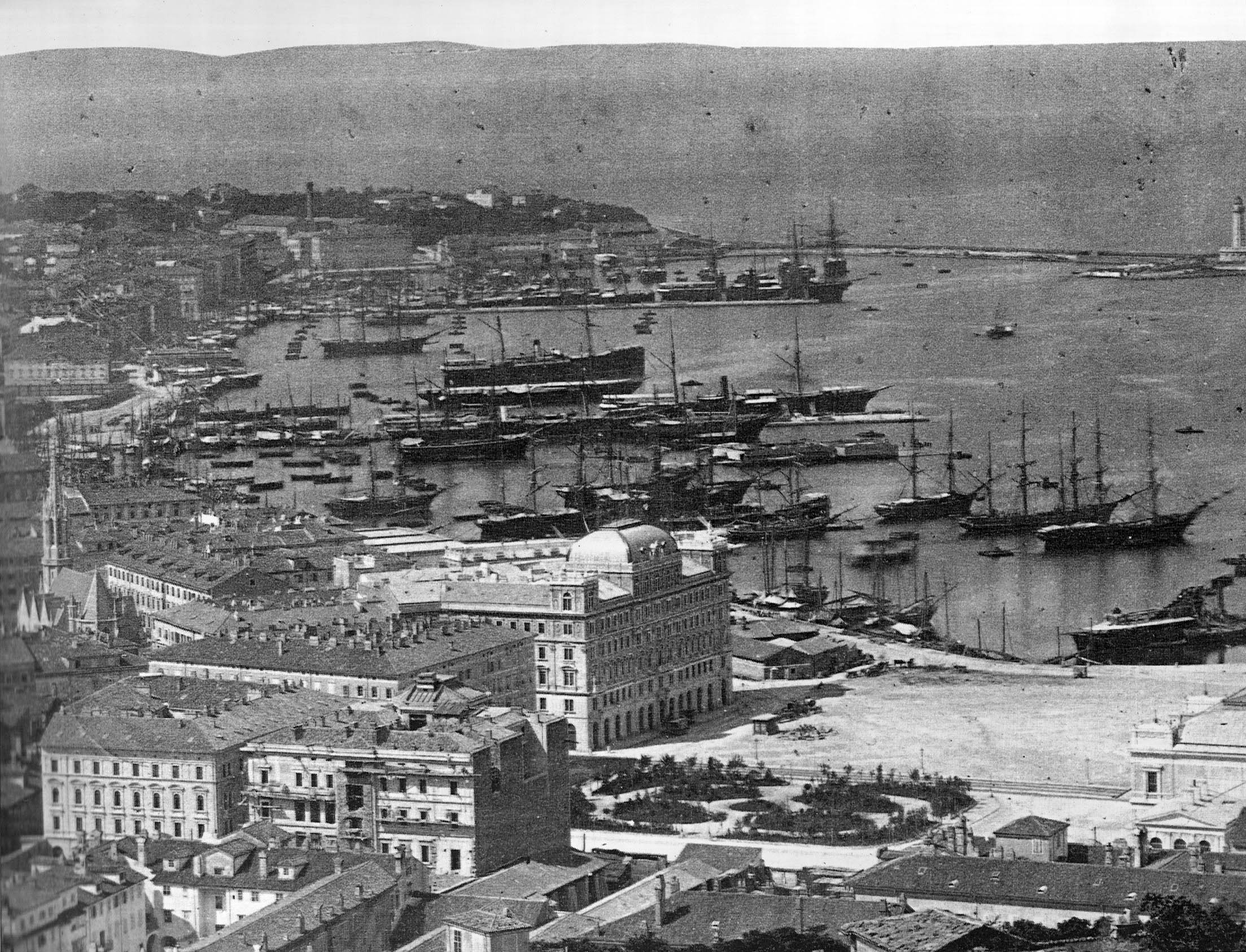
A trieszti kikötő 1885-ben

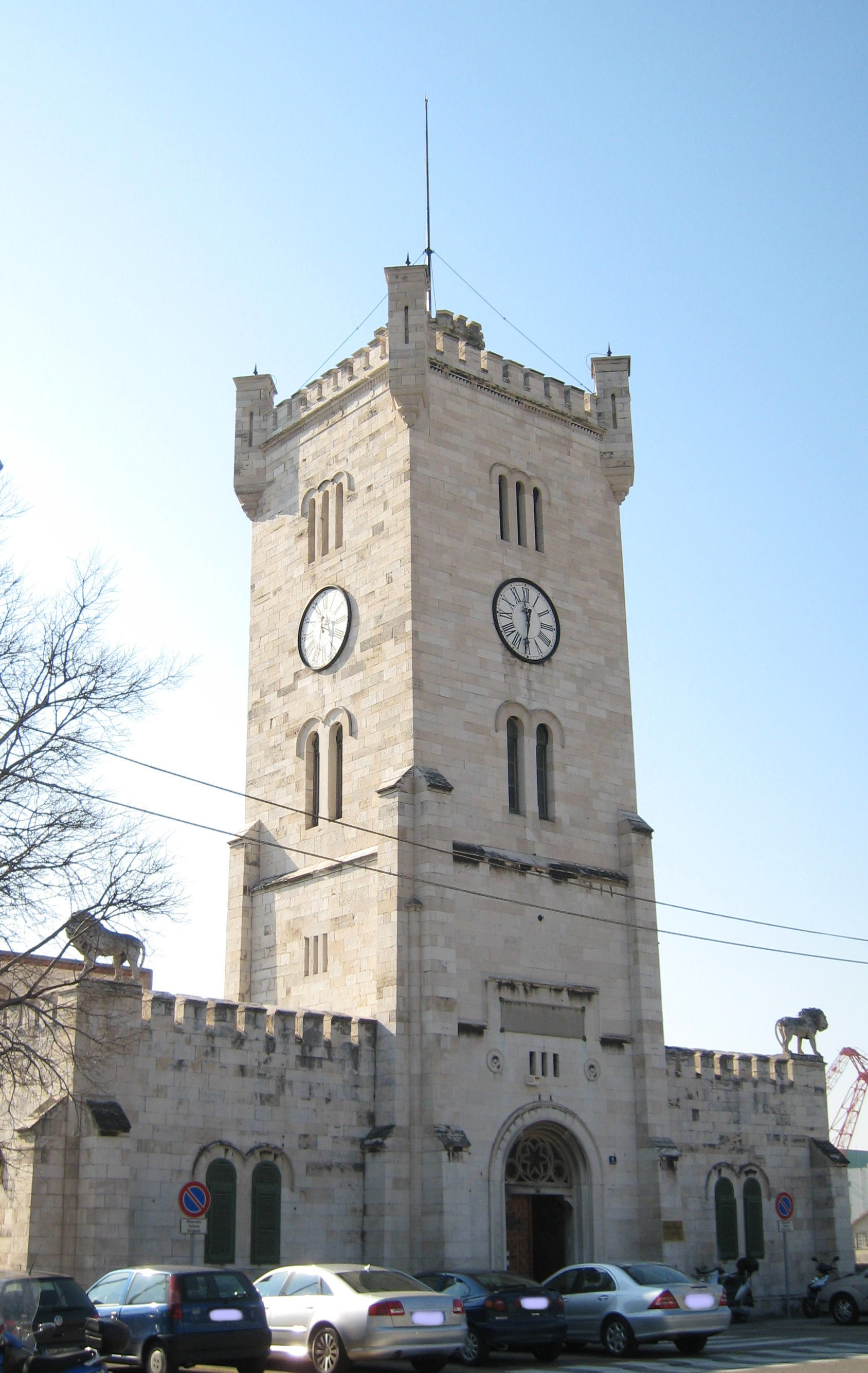
1850-ben az Austrian Lloyd Company megbízta Christian Hansen dán építészt, hogy tervezzen épületet az új arzenál számára, mivel a régit kisajátította az osztrák haditengerészet. Jelenleg ez a trieszti kikötői hatóság székhelye

### Születése és fejlődése
A trieszti kikötő története a 18. században kezdődött, miután 1717-ben kinyilvánították az adriai hajózás szabadságát, majd 1719-ben VI. Habsburg Károly német-római császár szabadkikötői engedélyt adott neki.
Mária Terézia az 1745. január 9-i és 1769. április 27-i szabadalmakkal megerősítette szabadkikötői mivoltát, kiterjesztve kiváltságait; különösen a másodikkal visszaállította a vámmentesség ősi privilégiumát a Krajnát elhagyó, a városba és területére szánt fogyasztási cikkek tekintetében, és hasonló vámelőnyökhöz juttatta a nyersanyagok behozatalát és a késztermékek exportját is trieszti gyárakból más osztrák tartományokba.
Az 1809-es schönbrunni béke a kikötőt francia uralom alá helyezte, majd I. Napóleon francia császár veresége és az 1814-es párizsi béke után az osztrák kormány visszaszerezte. Szabadkikötői státuszát a mai napig megőrizte.
A kikötő fokozatosan egyre fontosabb helyet foglalt el az Adriai-tenger folyosóját kihasználó tengeri és szárazföldi közlekedés találkozásánál.
A 19. század második felében a trieszti kikötő jelentősége tovább nőtt, köszönhetően a Béccsel való vasúti összeköttetésnek és az új komplexumok (a jelenlegi régi kikötő) építésének.
A Szuezi-csatorna 1869-es megnyitása után kiderült, hogy a trieszti kikötő további bővítésre szorul, ami több megállás után az 1920-as évek közepére befejeződött.
A bővítések a 20. század elején nem álltak meg, hanem a hatvanas években is folytatódtak a transzalpi olajvezeték megnyitásával, illetve a hetvenes években a Konténerterminál elkészültével.
A párizsi békeszerződések (1947) előirányozták a TLT (Trieszti Szabad Terület) létrehozását az ENSZ védnöksée alatt. A TLT az 1954. október 5-i londoni egyetértési nyilatkozattal az Olaszország és az akkori Jugoszláv Köztársaság közötti határok meghatározásával jött létre. Az akkor megállapított határok az osimói szerződéssel (1975) váltak véglegessé. A trieszti szabadkikötő egy vámmentes közösségi szabad kikötő, és a vámponton keresztül érhető el. 2014-ben a Kikötői Hatóság bemutatott egy tanulmányt a trieszti vámszabad-övezetről és annak előnyeiről, megjegyezve, hogy a trieszti kikötő 73%-kal több előnnyel rendelkezik, mint más kikötők.

### A kikötő ma
A kompok területén a trieszti kikötő birtokolja a legnagyobb tengeri autópályát Törökország és Európa között, amelyet az ENSZ Ro-Ro társaság tíz kompjával üzemeltet, amely a terminált kezelő Samer Seaports & Terminals részvényeinek 60%-át is birtokolja. ahol a Julian kikötőt Isztambul és Mersin kikötőjével összekötő kompok kikötnek. Három másik Ekol Logistik komp indul a VI. mólóról, amelyek Triesztet kötik össze Haydarpasával (Isztambul).
Ami a konténerforgalmat illeti, a trieszti kikötőt olyan nagy világcégek használják, mint a Maersk, a CMA CGM, az MSC, az Evergreen, a ZIM, a Safmarine és a Cosco, és ez Koper és Velence előtt a második konténerkikötő az Adrián. 2019-ben a rekordérték, 789 594 TEU  (2020: 776 025 TEU ; 2021: 757 243 TEU).
A trieszti kikötő egy modern utasterminállal is rendelkezik, amely 2010 és 2013 között több mint kétszeresére növelte a forgalmát, és amely a nagy velencei hajók áthaladásának csökkenésével összefüggésben kínálja magát a tengerjáró társaságoknak referencia utaskikötőként Észak-Adria szárazföldi és tengeri kapcsolatokkal a „lagúnák városával”. 2014 óta a trieszti kikötő iránt a kínai kormány és számos, a Kínai Népköztársaságban székhellyel rendelkező vállalat is egyre nagyobb érdeklődést mutat befektetésekkel, amelyek fontos kikötőnek tekintik a nagy infrastrukturális kikötővel összefüggésben. az Új selyemút projektjében.
2019-től Trieszt és La Spezia kikötője az egyedüli két olasz csomópont, amelyek megfelelő vasúti infrastruktúrával rendelkeznek az intermodális közúti szállításhoz, kapcsolódó mögöttes kikötővel. Ha Liguria nemzeti jelentőségű (Terzo Valico) és a külföldi Rajna-Alpok vonala sajátos hiányt mutat, az európai TEN-T-folyosók olaszországi szakaszai nem voltak több vonalon feleslegesek, mivel garantálják a szolgáltatás folytonosságát és a rendszer megbénulásának elkerülését meghibásodás, szabotázs vagy egyéb ok esetén.
A nagy kapacitású Velence–Trieszt nagysebességű vasútvonal a megvalósíthatósági tanulmány fázisában van, és alternatívája a meglévő útvonal felgyorsításának 30 perccel az utazási idők csökkentésével és 1,8 milliárd eurós költséggel.
Trieszt új kikötője összetűzések és tiltakozások helyszíne volt 2020 októberében, mivel a GreenPass előírta a munkahelyek működését a koronavírus-járvány idején. A megmozdulások ellen ezt követően más olasz kikötőkben is tiltakozások folytak.

## Magyar részvétel
A negyedik Orbán-kormány 2019-ben koncesszióban vásárolt a kikötőben egy fejlesztésre szoruló 32 hektáros területet 60 évre 31 millió euróért. A tranzakció évekig nem mutatott fejlődést, viszont milliárd forintos költsége volt.

## Kikötői főterv
A trieszti kikötő 2015-ben fejezte be az új kikötői főterv jóváhagyási folyamatát, amely különféle, köztük jelentős változásokat tartalmaz a struktúrájában:
1. A Bersaglieri-mólón található utasterminál bővítése, amely a 300 méternél hosszabb modern tengerjáró hajók kikötését célozza (a mólót 220 méterről 370 méterre hosszabbítják meg, a tengerfenék pedig akár 11 méteres mélységű lesz).
2. Korszerű, több mint 35 hektáros udvarral, raktárakkal és kikötőhelyekkel felszerelt generáláru-terminál építése közepes méretű hajók számára az V. és VI. móló egyesítésével
3. A VII. móló, a konténerterminál megduplázása, ennek következtében a kapacitás megduplázódása 1,5 millió TEU-ig
4. A mintegy 24,7 hektáros területet lefedő logisztikai platform építése és 1,4 hektár építését tervezi új peronok, vasúti terminál és új épületek, köztük környezeti hőmérsékletű raktár, hűtőraktár, konténertároló területek, irodaház és parkolók. A CIPE 2013. szeptember 6-i, 132 millió eurós hivatalos és végleges határozatával a logisztikai platformra (ebből 70 kikötői hatóság, 32 millió Cipe, 30 millió magán) a munkát 2014. május 12-én hagyták jóvá azzal, hogy az I.CO P spa-hoz rendelték, Cosmo Ambiente srl, Parisi Casa di Spedizioni spa és Interporto Bologna spa a Mantovani spa helyett, Venice Green Terminal srl és Samer Seaports and Terminals srl. Az „ICOP” csoport javára történő odaítélés a kizárást követően, a pótnyilatkozatok törvényességi ellenőrzése után, az 1. sz. 38. törvényerejű rendelet. 163/2006. sz., az ideiglenes cégcsoport, amelynek a csoport vezetője az Ing E. Mantovani S.p.A. volt, amelyet ideiglenesen nyertesnek nyilvánítottak
5. A főként konténerforgalomra szolgáló új VIII-as móló építése, amely a logisztikai platformot követő szakaszt alkotja, ahol a legújabb generációs, akár 18 méteres merülésű megahajók is kiköthetnek majd
6. Új RoRo terminál építése a kikötő déli részén, amely négy ro-ro hajó egyidejű fogadására alkalmas szerkezettel rendelkezik, és amely nagy gyárakkal, valamint kiváló közúti és vasúti kapcsolatokkal lesz felszerelve.
7. A régi kikötői terület turisztikai és városi hasznosításának jóváhagyása, ebből következően a kiváló minőségű raktárak helyreállításának jóváhagyása, különösen építészeti vonatkozásban, és ennek következtében a terület kihagyása a kikötői logisztikai tevékenységekből.

2013-ban a Friuli-Venezia Giulia régió és a trieszti kikötői hatóság infrastrukturális beruházásokat és gazdasági ösztönzőket indított a kombinált intermodális szállítás fejlesztésére, különösen a vasúton. A műveletek a trieszti kikötőben tevékenykedő Alpok-Adria logisztikai kiszolgáló állami vállalattal koordinálva zajlottak. Az Alpok-Adria által 2011-ben kezelt mennyiség körülbelül 393 000 TEU-ra becsülhető, ami 24%-os növekedés az előző évhez képest.

## A Régi kikötő
Az Città Nuovában található Porto Vecchio területe körülbelül 61,7 ha a trieszti Grand Canal torkolatától a Barcola negyed határáig.
Ezen a területen nyilvánvalóvá válik a város és a kikötő közötti szoros kapcsolat, valamint a városi és történelmi fejlődés közös folyamata.
A Régi kikötőben öt móló (0; I; II; III és IV), ezek között 23 nagy épület is található, köztük raktárak és műszaki és adminisztratív épületek, az egész, beleértve a több mint három kilométeres, hullámtörővel védett rakpartot. A kikötőt a Déli Vasúttal is összekötötték.
A kezdetben 38 épületből álló raktárak és hangárok háromféle épületre oszthatók:
- földszint feletti egyemeletes épületek, főként raktárak
- földszint feletti két vagy három emeletes épületek pincével és padlástérrel, valamint az elülső részeket összekötő öntöttvasoszlopokkal megtámasztott galériákkal
- négyemeletes földszintes épületek pincével, amelyek újabban épültek, és gyakran utcaszinten megközelíthetők

A raktárakat kezdetben darukkal, felvonókkal, emelőkkel és egyéb, áruk be- és kirakodására használt emelőberendezésekkel szerelték fel. Az első és a második csoport épületei lépcsőházasak (kb. 1 méter magas plattformos, kocsis be- és kirakodási műveletek végzésére szolgálnak), míg a harmadik csoportba tartozó épületek az utóbbi években épültek (kb. 1900 elején) bejárati kapui a földszinten vannak.
E monumentális épületek építészetét a homlokzatok mentén függőleges és vízszintes vonalak jellemzik. Utóbbak (például vonósorok) hosszanti megjelenést kölcsönöznek az épületeknek, míg a függőleges vonalak (pillaszterek és előrészek) megszakításokat okoznak. A vonalak összehangolása révén a szerkezeti elemek építészeti értéket kapnak.
A különböző befejező anyagok felhasználása a lakberendezők és a kőfaragó mesterek munkája révén számos díszítőelemet biztosított ezeknek az épületeknek. Párkányok, modillók, oszlopfők, alapok, ablakpárkányok olyan hatást keltenek, amely a természetes színeken keresztül egységes kromatikus benyomást kelt.
A hangárok földszintjének sajátosságai az öntöttvas korlátok.

## Hajógyárak
- 1. és 2. medence: Óceán
- 3. dokk: FINCANTIERI ATSM – Arsenale Triestino San Marco – egykori Lloyd Triestino, jelenleg szárazdokk 20 000 BRT-ig
- 4-es dokk: FINCANTIERI ATSM – Arsenale Triestino San Marco – szárazdokk 140 000 BRT-ig
- A San Rocco hajógyárat elhagyták és lebontották

## Fordítás
- Ez a szócikk részben vagy egészben  a   Porto di Trieste című olasz Wikipédia-szócikk ezen változatának fordításán alapul.  Az eredeti cikk szerkesztőit annak laptörténete sorolja fel. Ez a jelzés csupán a megfogalmazás eredetét és a szerzői jogokat jelzi, nem szolgál a cikkben szereplő információk forrásmegjelöléseként.